# Kemal Çanak
Kemal Bersis Çanak (* 17. Oktober 1991 in Ankara) ist ein türkischer Fußballspieler.

## Karriere
Çanak kam in Çankaya, einem Stadtteil Ankaras, auf die Welt und begann 2004 in der Jugend seines Heimatverein Gençlerbirliği Ankara mit dem Vereinsfußball. Bei Gençlerbirliği erhielt er im Frühjahr 2010 einen Profivertrag, spielte aber ein Jahr lang weiterhin für die Reservemannschaft. Für die Saison 2011/12 wurde er an den Viertligisten Kastamonuspor und der Zweitverein Gençlerbirliğis, an Hacettepe SK, ausgeliehen. Hier eroberte er sich im Saisonverlauf einen Stammplatz. Am Saisonende kehrte er dann zu Gençlerbirliği zurück und wechselte für die kommende Saison zum Drittligisten Denizli Belediyespor. Zur Spielzeit 2013/14 wechselte er in die TFF 1. Lig zu Tavşanlı Linyitspor, 2014 dann zu Kızılcahamamspor.